# Wyatt Earp (film)
Wyatt Earp är en amerikansk westernfilm från 1994 i regi av Lawrence Kasdan. I huvudrollen som Wyatt Earp syns Kevin Costner.

## Rollista (urval)
- Kevin Costner - Wyatt Earp
- Dennis Quaid - Doc Holliday
- Gene Hackman - Nicholas Earp
- David Andrews - James Earp
- Linden Ashby - Morgan Earp
- Jeff Fahey - Ike Clanton
- Joanna Going - Josie Marcus
- Mark Harmon - sheriff Johnny Behan
- Michael Madsen - Virgil Earp
- Catherine O'Hara - Allie Earp
- Bill Pullman - Ed Masterson
- Isabella Rossellini - Big Nose Kate
- Tom Sizemore - Bat Masterson
- JoBeth Williams - Bessie Earp
- Mare Winningham - Mattie Blaylock
- James Gammon - Mr. Sutherland
- Rex Linn - Frank McLaury
- Randle Mell - John Clum
- Adam Baldwin - Tom McLaury
- Betty Buckley - Virginia Earp
- Brett Cullen - Saddle Tramp

## Om filmen
Filmen hade biopremiär i USA den 24 juni 1994.

### Fotnoter
1. ↑  ”Wyatt Earp” (på engelska). Box Office Mojo. 24 juni 1994. http://www.boxofficemojo.com/movies/?id=wyattearp.htm. Läst 23 januari 2017.